# Ryosuke Tada
Ryosuke Tada (夛田 凌輔 Tada Ryosuke?, nacido el 7 de agosto de 1992 en Osaka) es un futbolista japonés que se desempeña como defensa en el Blaublitz Akita de la J3 League.

## Trayectoria

### Clubes
| Club                | País  | Año         |
| ------------------- | ----- | ----------- |
| Cerezo Osaka        | Japón | 2011        |
| Oita Trinita        | Japón | 2012        |
| Thespakusatsu Gunma | Japón | 2013 - 2015 |
| AC Nagano Parceiro  | Japón | 2016        |
| Tochigi SC          | Japón | 2017 - 2018 |
| Blaublitz Akita     | Japón | 2019 -      |

## Estadística de carrera

### J. League
| Club                | Año   | J. League | J. League | Copa J. League | Copa J. League | Total | Total |
| Club                | Año   | Part.     | Goles     | Part.          | Goles          | Part. | Goles |
| ------------------- | ----- | --------- | --------- | -------------- | -------------- | ----- | ----- |
| Cerezo Osaka        | 2011  | 0         | 0         | 0              | 0              | 0     | 0     |
| Oita Trinita        | 2012  | 1         | 0         | -              | -              | 1     | 0     |
| Thespakusatsu Gunma | 2013  | 35        | 1         | -              | -              | 35    | 1     |
| Thespakusatsu Gunma | 2014  | 16        | 1         | -              | -              | 16    | 1     |
| Thespakusatsu Gunma | 2015  | 13        | 0         | -              | -              | 13    | 0     |
| AC Nagano Parceiro  | 2016  | 28        | 1         | -              | -              | 28    | 1     |
| Tochigi SC          | 2017  | 29        | 0         | -              | -              | 29    | 0     |
| Total               | Total | 122       | 3         | 0              | 0              | 122   | 3     |